# Lavallette
Lavallette és una població dels Estats Units a l'estat de Nova Jersey. Segons el cens del 2007 tenia 2.757 habitants.

## Demografia
Segons el cens del 2000, Lavallette tenia 2.665 habitants, 1.208 habitatges, i 741 famílies. La densitat de població era de 1.286,2 habitants/km².
Dels 1.208 habitatges en un 14,1% hi vivien nens de menys de 18 anys, en un 51,2% hi vivien parelles casades, en un 7,1% dones solteres, i en un 38,6% no eren unitats familiars. En el 34,5% dels habitatges hi vivien persones soles el 18,5% de les quals corresponia a persones de 65 anys o més que vivien soles. El nombre mitjà de persones vivint en cada habitatge era de 2,09 i el nombre mitjà de persones que vivien en cada família era de 2,66.
Per edats la població es repartia de la següent manera: un 13,1% tenia menys de 18 anys, un 5,3% entre 18 i 24, un 18,3% entre 25 i 44, un 27% de 45 a 60 i un 36,4% 65 anys o més.
L'edat mediana era de 56 anys. Per cada 100 dones de 18 o més anys hi havia 81,4 homes.
La renda mediana per habitatge era de 43.846 $ i la renda mediana per família de 57.778 $. Els homes tenien una renda mediana de 44.583 $ mentre que les dones 32.292 $. La renda per capita de la població era de 28.588 $. Aproximadament el 5,9% de les famílies i el 8% de la població estaven per davall del llindar de pobresa.

## Poblacions més properes
El següent diagrama mostra les poblacions més properes.